# Malthodes minimus
Malthodes minimus (Linnaeus, 1758) è un coleottero polifago della famiglia dei Cantaridi.